# Eugenia orbiculata
Eugenia orbiculata är en myrtenväxtart som beskrevs av Jean-Baptiste de Lamarck. Eugenia orbiculata ingår i släktet Eugenia och familjen myrtenväxter.
Artens utbredningsområde är Mauritius. Inga underarter finns listade i Catalogue of Life.